# Jardins secrets de Vaulx
Les Jardins secrets de Vaulx, entre Rumilly et Annecy en Haute-Savoie, sont une mosaïque de petits jardins baroques, aux inspirations variées,. Ils ont été créés en 1980 par la famille Moumen.

## Histoire
En 1980, Nicole et Alain Moumen acquièrent une ferme entourée d’un vaste terrain, à Vaulx en Haute-Savoie et s’ y installent. La ferme est rénovée au fil des années et un jardin est créé en s'inspirant de techniques anciennes traditionnelles. Le jardin est ouvert au public à partir de 1994.
En 1997, le jardin reçoit le « Trophée du Tourisme Vert » et le « Prix Vacances en France ». En 2004, Nicole écrit un livre sur cette histoire familiale : Jardins Secrets, secrets de vie aux éditions Milan. Les jardins reçoivent, le label « Jardin Remarquable » en 2018, la Médaille de Bronze du Tourisme en 2022 et le Prix de l'Art du Jardin en 2023 . Il fêtera en 2024 ses 30 ans d'ouverture au public.  
Les Jardins Secrets concentrent une vingtaine d’espaces intérieurs et extérieurs.

## Publications
- Jardins secrets, secrets de vie, 2004, Éditions Milan
- Jardins secrets, d'amour et d'eau vive, 2008, Éditions Milan
- Jardins secrets, des racines et des rêves, 2011, Le Nouveau Studio Éditions
- Jardins secrets, mon jardin-bonheur,  2023, Le Nouveau Studio Éditions